# Pelicà
Els pelicans (Pelecanidae) són una família d'ocells pelicaniformes formada per un sol gènere, Pelecanus, que comprèn 8 espècies. Tenen una bossa característica sota el bec, on recullen i emmagatzemen els peixos mentre cacen. Com els altres membres dels pelicaniformes, els quatre dits dels peus estan membranats.
Els pelicans són gregaris i niuen en colònies: el mascle porta el material i la femella forma una estructura simple. Les parelles són monògames durant cada estació d'aparellament, però només a la vora de la zona de nidificació.

## Taxonomia del grup

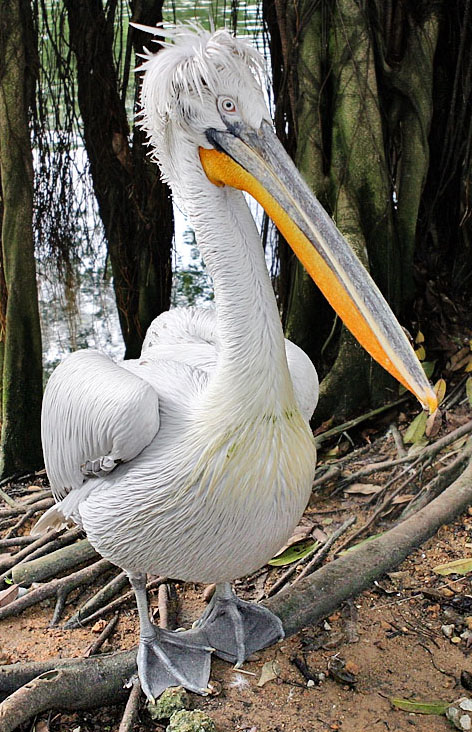
Un pelicà cresp.

Segons la classificació del Congrés Ornitològic Internacional (14.1, gener 2024), aquesta família conté un sol gènere , Pelecanus, que conté vuit espècies:
- Pelicà australià	 (Pelecanus conspicillatus).
- Pelicà blanc americà (Pelecanus erythrorhynchos).
- Pelicà bru (Pelecanus occidentalis).
- Pelicà cresp (Pelecanus crispus).
- Pelicà del Perú (Pelecanus thagus).
- Pelicà bectacat (Pelecanus philippensis)..
- Pelicà rosat (Pelecanus rufescens).
- Pelicà blanc comú (Pelecanus onocrotalus).

## El pelicà a la cultura
El pelicà va esdevenir un símbol de l'eucaristia a l'edat mitjana, ja que les llegendes afirmaven que se sacrificaven i donaven la seva pròpia carn a les cries perquè no passessin gana si faltava el menjar. Per aquest motiu els pelicans apareixen en molts vitralls gòtics, sobretot del nord d'Europa, i són l'emblema del servei irlandès de transfusions.
L'escriptor John Grisham denominà una de les seves novel·les de ficció «L'informe Pelicà» un thriller al voltant d'un document que argumentava la defensa d'un espai natural contra els interessos de la indústria petroliera el 1993 Alan J. Pakula dirigí una taquillera versió cinematogràfica protagonitzada per Julia Roberts i Denzel Washington.